# Manuel Lanzini
Manuel Lanzini (Ituzaingó, 15 de fevereiro de 1993) é um futebolista argentino que atua como meio-campista. Atualmente joga no River Plate.

## Carreira

### River Plate
Conhecido pelos torcedores do River Plate como La Joia, usava a camisa 10 na equipe de juniores, onde se destacou junto a Erik Lamela. Promovido aos profissionais em julho de 2010, Lanzini recebeu a camisa 20, atuou em 22 partidas e deu três assistências, mas não marcou nenhum gol na sua primeira temporada.

### Fluminense

#### 2011
Com o rebaixamento do River, a diretoria resolveu emprestar Lanzini ao Fluminense em 2011 para colocá-lo novamente na vitrine do futebol europeu, embora ele tenha vindo ao Brasil como o passe estipulado em contrato, dando preferência de compra ao clube carioca. Ao lado de Alejandro Martinuccio e Rafael Sóbis, o meia foi apresentado no dia 21 de julho, aniversário de 109 anos do clube. Tendo recebido a camisa 11 do Flu, antes pertencente ao ídolo Darío Conca, Lanzini estreou pelo clube no dia 17 de agosto, com destaque na vitória por 3 a 0 sobre o Figueirense, em partida válida pelo Campeonato Brasileiro. Marcou seu primeiro gol da carreira no dia 31 de agosto, na vitória por 2 a 1 contra o São Paulo, em jogo realizado no Estádio do Morumbi. Na ocasião, Lanzini dedicou o gol para sua mãe.

#### 2012
O meia continuou tendo boas atuações pelo Fluminense, onde seguiu até a metade de 2012. Neste ano, depois de ter balançado as redes duas vezes no Campeonato Carioca, Lanzini voltou a marcar um gol no dia 16 de junho, na goleada por 4 a 1 contra a Portuguesa, válida pelo Campeonato Brasileiro. Em dezembro, com o fim do contrato, o Fluminense chegou a tentar um novo empréstimo do jogador, mas o River só aceitou vendê-lo em definitivo.

### Retorno ao River Plate
Após o Campeonato Brasileiro, o meia voltou ao clube argentino cercado de expectativas e recebeu a camisa 10. No dia 5 de maio de 2013, Lanzini entrou para a história. Ele marcou o gol mais rápido do clássico do River contra o Boca Juniors, aos 45 segundos. Também marcou no dia 12 de maio, na vitória sobre o All Boys por 2 a 0. Já no dia 9 de junho, fez mais um gol na vitória por 2 a 1 contra o Independiente.

### Al-Jazira
Foi contratado pelo Al-Jazira, dos Emirados Árabes, no dia 10 de agosto de 2014.
Em sua estreia pelo clube, o jogador marcou dois gols ao enfrentar o Ajman Club pelo Campeonato Emiradense de Futebol. O jogador continuou contribuindo com gols e assistências pelo time árabe, e terminou sua passagem lá com 8 gols e 11 assistências em 25 jogos. Seus bons números fizeram o Al-Jazira garantir a 3ª colocação no campeonato nacional de 2014.

### West Ham

#### 2015–16
Em julho de 2015, Lanzini foi emprestado por uma temporada ao West Ham.

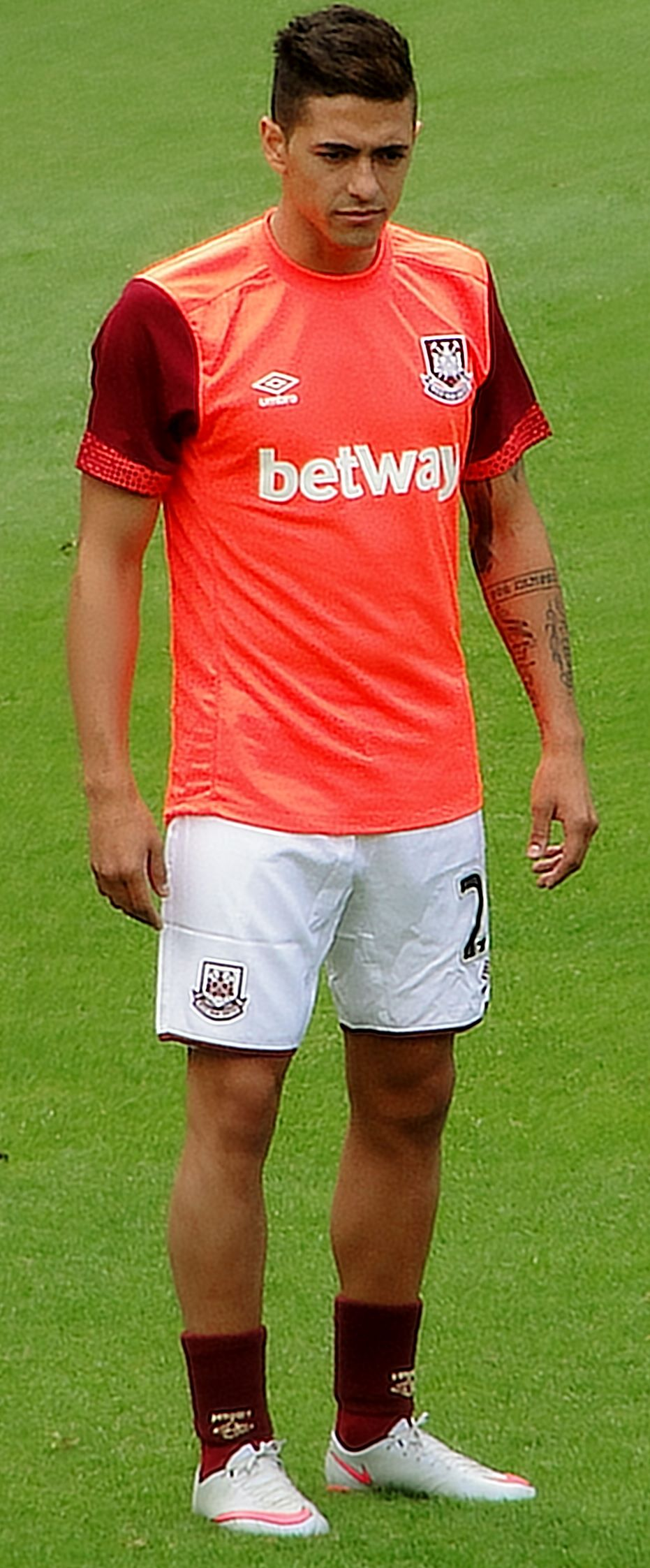
Lanzini em sua primeira temporada no West Ham

Pela Premier League, o argentino marcou seu primeiro gol contra o Liverpool na 4ª rodada da competição. Ele continuou no time até marcar todos os seus seis gols com o elenco dos Hammers naquela temporada. Seus jogos consistentes, ajudaram o time de Londres a conseguir a 7ª colocação na Premier League.
Jogando a Copa da Inglaterra, o jogador teve um início complicado por conta de uma lesão na coxa que o deixou de fora de nove jogos na temporada (sua outra lesão no mesmo lugar, o havia deixado de fora por três rodadas). Ele conseguiu voltar a atuar na 5ª rodada, contra o Blackburn Rovers, dando uma assistência na vitória por 5 a 1.
Na partida seguinte, o West Ham empatou com o Manchester United em 1 a 1. No jogo de desempate, os londrinos tiveram de se retirar da competição após os Red Devils derrotarem a equipe por 2-1.
Durante a Copa da Liga Inglesa, o time de Lanzini foi eliminado pelo Leicester City na primeira partida que os Hammers jogaram. O meia deu uma assistência e o jogo foi parar na prorrogação, mas os Foxes conseguiram contornar a situação, fizeram 2 a 1 e eliminaram o West Ham.
Posteriormente, em março de 2016, foi comprado em definitivo pelo clube.

#### 2016–17
Pelo time de Londres na Premier League, o argentino atuou em 30 partidas e fez oito gols naquela temporada, com destaque para seu gol da vitória contra o Tottenham no clássico londrino. O time, no entanto, conseguiu a singela 11ª colocação no campeonato.
O desempenho do time, no entanto, foi irregular nas copas nacionais. Pela Copa da Inglaterra, a equipe foi eliminada na primeira rodada após sofrer uma goleada do Manchester City por 5 a 0. Já pela Copa da Liga Inglesa, o clube avançou até as quartas de final, mas acabou sendo eliminado pelo Manchester United por 4 a 1.

#### 2017–18
A temporada de 2017–18 foi marcada por duas lesões que o tiraram de partidas importantes. A primeira, ocorreu logo no começo da Premier League, quando o argentino lesionou-se no joelho antes mesmo de começar a 1ª rodada. O jogador tivera de ser cortado de uma convocação para Seleção Argentina por conta desse seu problema no joelho.

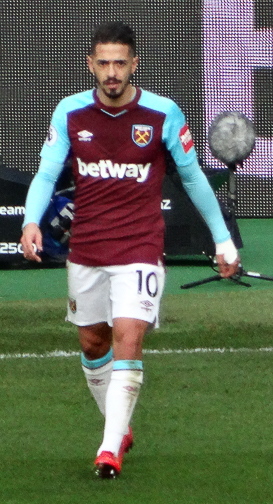
Lanzini pelo West Ham em 2017

O jogador retornou na 7ª rodada de Premier League, mas só fizera seu primeiro gol na 11ª rodada, quando seu time perdeu para o Liverpool por 4 a 1. O jogador continuaria a atuar pelo time londrino, e teve destaque crucial na vitória do clube contra o Stoke City na 18ª rodada do campeonato. Na partida em questão, o argentino deu três assistências na vitória por 3 a 0. Porém, nesse mesmo jogo, o sul-americano tentou simular um pênalti, e por isso foi posteriormente suspenso por dois jogos pelo Conselho de Disciplina.
O jogador lesionou-se na coxa no final de janeiro de 2018, e precisou ficar de fora de três jogos da Liga. O que atrapalhou sua sequência interessante de três participações em gols durante as últimas cinco rodadas.
Posteriormente, o jogador marcaria dois dobletes em duas partidas distintas. A primeira contra o Huddersfield Town e a segunda na última rodada do campeonato, quando enfrentou o Everton. O jogador marcou cinco gols e deu sete assistências em suas 27 partidas jogadas e o clube garantiu a 13ª colocação.
Atuando pela Copa da Inglaterra, o argentino fez apenas um jogo. Ele esteve em campo na vitória do clube sobre o Shrewsbury Town nos jogos de roleplay. O time, no entanto, foi eliminado na partida seguinte contra o Wigan Athletic, mas sem Lanzini em campo por conta de sua lesão na coxa.
Na Copa da Liga Inglesa, o jogador não participou dos dois primeiros jogos graças a sua primeira lesão no joelho, mas disputou o jogo contra o Tottenham e foi crucial na vitória dramática dos Hammers por 3 a 2. O sul-americano deu duas assistências na partida que terminou 3 a 2 para seu clube. Na partida seguinte, o argentino não atuou por estar suspenso pelo Conselho de Disciplina, e seu time foi eliminado diante o Arsenal.

#### 2018–19
Nessa temporada, o jogador sofreu uma grave lesão nos ligamentos do joelho em treino do clube ainda antes da equipe estrear na temporada. Isso fez com que o jogador fosse cortado da sua seleção para disputa da Copa do Mundo FIFA de 2018.
Além disso, a tal lesão o deixou de fora de todos os jogos da Copa da Inglaterra e da Copa da Liga Inglesa daquela temporada. O jogador sul-americano só estreou na equipe Londrina no dia 22 de fevereiro de 2019, na 27ª rodada da Premier League, na vitória do seu time sob o Fulham por 3 a 1. Na campanha do time naquela temporada, o jogador fizera somente um gol. Foi na 38ª jornada, quando o time londrino venceu o Watford por 4-1. Os Hammers terminaram a temporada em 11º.

#### 2019–20

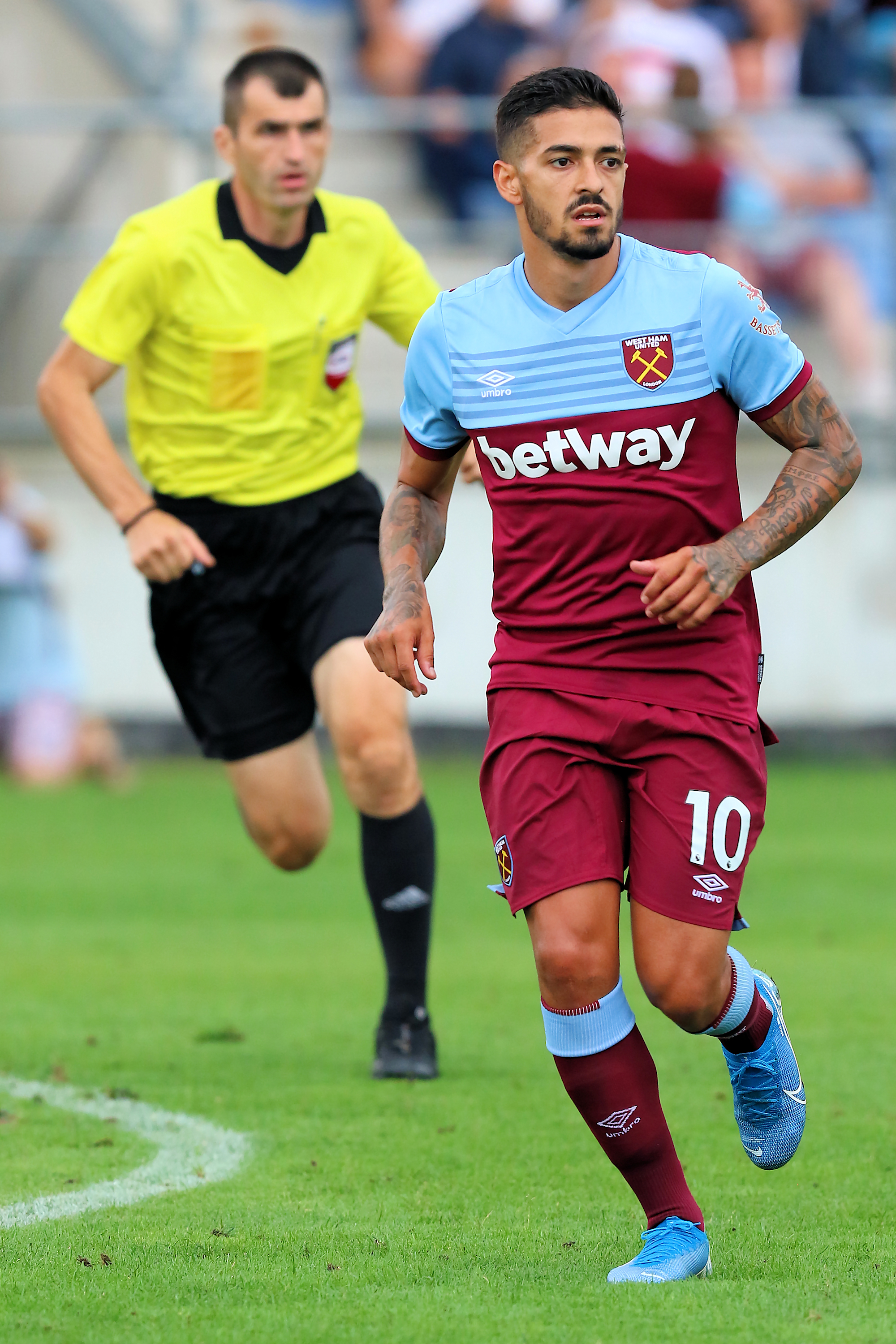
Lanzini disputando um amistoso pelo West Ham em 2019

Durante a Premier League, o jogador passou em branco em relação a gols. Porém, outra lesão o assolou. O jogador precisou operar sua clavícula em 2019 e esteve fora dos gramados por cinco jogos de Premier League. Essa não foi a primeira lesão do jogador na temporada. Meses antes, ele já tinha machucado o tornozelo, por isso, ficou de fora do jogo que o West Ham foi eliminado na Copa da Liga Inglesa, além de uma partida da Liga.
O time terminou sua temporada na 16ª colocação da Premier League.
Disputando a Copa da Inglaterra, o jogador participou dos dois jogos do clube na competição. Na primeira, ele viu seu time vencer o Gillingham por 2 a 0. Na segunda, o time londrino caiu diante o West Bromwich Albion por 1 a 0.

#### 2020–21
Durante o início de temporada, o jogador demorou muito para conseguir se firmar no time titular novamente. Ainda que tivesse estreado na Premier League com um gol na 5ª rodada, ele voltou a figurar no banco de reservas (sem ser utilizado como antes) novamente. Ele só jogou por 90 minutos uma vez naquela temporada. Isso ocorreu na 34ª rodada, quando seu time derrotou o Burnley por 2 a 1. Ao final da temporada, o jogador não havia feito nada além de 17 partidas na Liga, e viu seu time conseguir o 6ª lugar no campeonato.
Durante a Copa da Inglaterra, o jogador esteve em campo em todas as três partidas da equipe. No entanto, o West Ham foi eliminado para o Manchester United na 5ª rodada, após o jogo se estender para a prorrogação.
Já pela Copa da Liga Inglesa, o meio-campista teve melhores atuações. Ele deu uma assistência em cada um dos dois primeiros jogos do clube: contra o Charlton Athletic e contra o Hull City, respectivamente. Porém, o clube de Londres foi eliminado da competição após ser superado pelo Everton com uma goleada por 4 a 1.

#### 2021–22
O jogador voltou a sofrer com poucos jogos sendo utilizado no time no começo da Premier League, porém, ele conseguiu reencontrar-se no time na 12ª rodada (foi sua maior minutagem até aquele momento) e nunca mais começou um jogo no banco de reservas.
Na partida seguinte ao jogo que se firmou no time, o jogador mostrou seu talento ao fazer um gol contra o Manchester City na derrota do time de Londres por 2 a 1. O argentino faria o mesmo em um jogo contra o Chelsea na 15ª rodada (onde o time saiu vencedor por 3 a 2). Porém, seu maior destaque na temporada ocorreu na 21ª rodada, quando ele marcou dois gols contra o Crystal Palace em um emocionante jogo que terminou 3 a 2 para os Hammers.
Seu último gol aconteceu na 36ª rodada, quando seu time superou o Norwich City por 4 a 0. Ao final da temporada, o clube de Londres garantiu a 7ª colocação no campeonato.
Durante a Copa da Inglaterra, o jogador fizera um gol contra o Leeds United na estreia do clube na competição. Ele não atuou no jogo seguinte por opção do treinador, mas retornou na eliminação dos Hammers diante o Southampton por 3 a 1.
Jogando a Copa da Liga Inglesa, o sul-americano também estreou marcando um gol (o único do jogo) na vitória do time contra o Manchester United. No jogo seguinte, nos pênaltis, o time dele conseguiu derrotar o Manchester City e seguir vivo na competição. Porém, ainda que tivesse eliminado grandes equipes da Premier League, o West Ham não conseguiu superar o Tottenham e foi eliminado após uma derrota por 2 a 1.
Em jogos pela Liga Europa da UEFA, o time inglês foi longe. A equipe conseguiu classificar-se até as semifinais da competição, mas foram eliminados pelo Eintracht Frankfurt após perderam ambos os jogos. Manuel não marcou gols, mas deu uma assistência na vitória por 3 a 0 contra o Genk, na fase de grupos da competição.

#### 2022–23
Durante a Premier League, o jogador havia perdido muito espaço no time desde a chegada de Lucas Paquetá (que assumiu a camisa 10 assim que Manuel saiu da equipe) no elenco. Isso fez com que o camisa 10 tivesse sua temporada com menos jogos na Liga desde que estreou. De fato, ele fez apenas 10 partidas na Liga, marcou apenas um gol na 37ª rodada e jogou 90 minutos apenas uma vez, na 36ª rodada.
A temporada do West Ham, que começou irregular, com o time lutando contra o rebaixamento, terminou de maneira regular, com o time conquistando a 14ª colocação na Premier League.

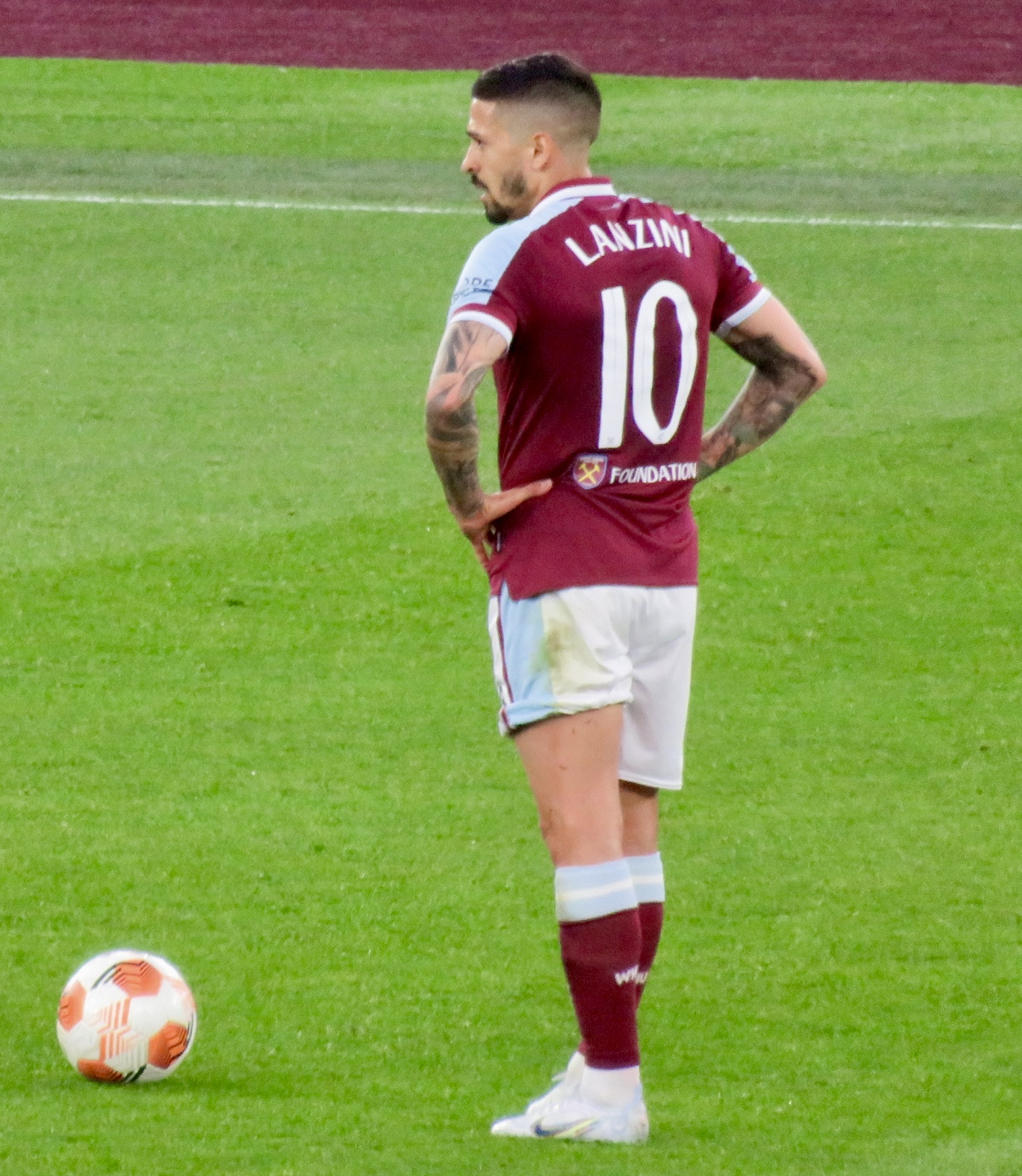
Lanzini prestes a cobrar uma falta pelo West Ham em 2022

Pela Copa da Inglaterra, em três jogos possíveis, Lanzini atuou apenas no segundo jogo, por três minutos, na vitória dos Hammers contra o Derby County por 2 a 0.
Durante a Copa da Liga Inglesa de 2022–23, o sul-americano atuou os 90 minutos na partida contra o Blackburn Rovers. O jogo foi para os pênaltis, após um empate em 2 a 2 no tempo normal. Com o placar de 10 a 9 nas penalidades, o time adversário eliminou o West Ham e seguiu na competição.
Jogando a Liga Conferência Europa da UEFA, o argentino esteve presente em vários jogos no começo da competição. Em campo, ele ajudou com dois gols na fase de grupos, ambos contra o Silkeborg.
Nas fases de eliminatórias, o jogador fizera apenas uma assistência nos jogos de volta das oitavas de final, quando os Hammers enfrentaram o AEK Larnaca. Entretanto, o jogador só atuaria mais um jogo na competição, contra o Gent, na partida de ida das quartas de final. Ele parou de entrar em campo a partir do jogo seguinte, e viu do banco de reservas seu time ser campeão ao bater a Fiorentina na final da competição. Esse foi seu único título pelo time inglês.
Seu baixo número de jogos e os poucos minutos em campo fizeram com que o jogador decidisse não utilizar da cláusula que o faria renovar com o clube por mais dois anos. Com o término da temporada, Lanzini anunciou sua saída do West Ham.
Após quase uma década vestindo as cores dos Hammers, o argentino despediu-se do clube na metade de 2023 fazendo o seguinte depoimento no Instagram:
| “                | É difícil dizer adeus ao lugar onde se é feliz. Cheguei criança e saio como homem tanto pessoalmente como também no futebol, onde houve momentos bons e ruins, mas sempre dando tudo de mim. Quero agradecer a instituição por abrir as portas desse lindo clube não só para mim, mas para minha família também. Por me acompanhar a crescer como jogador de futebol e por esses oito anos tão lindos que vivi. Aos fãs agradeço por todo o carinho que me deram desde o primeiro dia que cheguei, encontrei uma torcida incrível. Eles sempre nos apoiaram em todos os lugares. E por fim agradecer a todos os meus colegas que estiveram comigo nesses oito anos. Sempre estará em meu coração. OBRIGADO! | ” |
| — Manuel Lanzini | |   |

Lanzini despediu-se do clube inglês com 195 jogos e 25 gols marcados. Sua despedida marcou o adeus de um jogador muito querido pelos torcedores do time londrino, tornando-se uma espécie de ídolo para muitos deles.

### River Plate (segunda passagem)
Foi anunciado oficialmente pelo River Plate no dia 2 de agosto de 2023, acertando seu retorno ao clube que o revelou após nove anos.

## Seleção Nacional
Após defender a Seleção Argentina Sub-20 em 2013, estreou pela Seleção Argentina principal no dia 9 de junho de 2017, em um amistoso contra o Brasil vencido por 1 a 0.

### Lesões
Chegou a ser convocado para a disputa dos Jogos Olímpicos de Verão de 2016, porém foi cortado devido a uma lesão no joelho. Dois anos depois foi chamado para a Copa do Mundo FIFA de 2018, mas sofreu ruptura dos ligamentos do joelho direito durante um treinamento e novamente foi cortado. Enzo Pérez foi chamado para substituí-lo na delegação.

## Vida pessoal
É filho do ex-jogador Héctor Lanzini e irmão do também jogador Tomás Lanzini.[carece de fontes?]

## Títulos
Fluminense
- Taça Guanabara: 2012
- Campeonato Carioca: 2012
- Campeonato Brasileiro: 2012

River Plate
- Campeonato Argentino (Clausura): 2014
- Trofeo de Campeones: 2023

West Ham
- Liga Conferência Europa da UEFA: 2022–23

### Prêmios individuais
- Troféu João Saldanha: 2011
- Artilheiro do Troféu Luiz Penido: 2012 (1 gol)
- Jogador da Temporada do West Ham: 2016–17
- Gol do Mês da Premier League: outubro de 2020